# Daphnia rosea
Daphnia rosea är en kräftdjursart som beskrevs av Georg Ossian Sars 1862. Daphnia rosea ingår i släktet Daphnia och familjen Daphniidae. Inga underarter finns listade i Catalogue of Life.